# العقل في الفلسفة الشرقية
تحتوي دراسة العقل في الفلسفة الشرقية على ما يوازي دراسة فلسفة العقل الغربية بوصفها فرع من الفلسفة يدرس طبيعة العقل. وتُعتبر الثنائية والأحادية المدرستين الفكريتين المركزيتين فيما يتعلق بمسألة العقل والجسد في التراث الغربي، على الرغم من ظهور آراء مختلفة قليلًا لا يمكن تصنيفها ضمن إحدى المدرستين أو الأخرى بشكل كامل. توجد الثنائية في التراثين الشرقي والغربي كليهما (في مدرسة سامخيا ومدرسة اليوجا التابعتين للفلسفة الهندوسية، إلى جانب وجودها لدى أفلاطون)، لكن الفضل في دخولها إلى الفلسفة الغربية يعود إلى رينيه ديكارت في القرن السابع عشر. تتعامل هذه المقالة حول «العقل في الفلسفة الشرقية» مع هذا الموضوع من وجهة نظر الفلسفة الشرقية المستقلة بشدة على مدار التاريخ عن التراث الغربي ومقارباتها لفلسفة العقل الغربية.

## العقل في الفلسفة الشرقية

### العقل في الفلسفة الهندوسية

#### الثنائية
تُعتبر ثنائية الجوهر معلم مشترك بين عدة مدارس هندوسية تقليدية، من بينها سامخيا ونيايا ويوجا ودفايتا فيدانتا. تضع هذه المدارس فرقًا واضحًا بين المادة والروح اللامادية، التي تكون خالدة وتمر في «سامسارا»، وهي دائرة للموت والانبعاث. وجادلت مدرسة نيايا أن الصفات من قبيل الإدراك والرغبة هي صفات فطرية لا يتم امتلاكها عن طريق ما يتكون من المادة وحسب، وعليه -وفق مبدأ نفي الاحتمالات- لا بد من انتمائها إلى ذات غير مادية، «أتمان». وترى العديد من هذه المدارس أن هدفها الروحي يتمثل في «موكشا»، أي الانعتاق من دائرة التقمص.

#### مثالية فيدانتا الأحادية
حسب الفيلسوف الهندي شانكارا، مؤسس مدرسة أدفايتا فيدانتا في القرن الثامن، يُعد العقل والجسد والعالم مظاهر لنفس الكينونة الواعية الخالدة الثابتة التي تسمى «براهمان». وتعتقد مدرسة أدفايتا، التي يعني اسمها «لاثنائية»، بالرأي القائل إن كل ما يوجد هو وعي مطلق نقي. وما حقيقة أن العالم يبدو مؤلفًا من كينونات متغيرة سوى وهم، أو «مايا». الشيء الوحيد الموجود هو الـ«براهمان»، الذي يوصف بكونه «ساتشيتاناندا» (الكينونة والوعي والنعيم). ولقد أوجز أفضل وصف لمدرسة أدفايتا فيدانتا في مقطع شعري يقول: «براهمان هو الحقيقة الوحيدة، وهذا العالم المتعدد خطأ، الذات الفردية لا تختلف عن براهمان».
وثمة شكل آخر من فيدانتا الأحادية هو «فيشيشتادفايتا» (اللاثنائية المؤهلة) كما وضعها الفيلسوف رامنوغا من القرن الحادي عشر. إذ انتقد رامنوغا مدرسة أدفايتا فيدانتا من خلال زعمه أن الوعي قصدي دائمًا وأنه أيضًا خاصية ترجع لشيء ما على الدوام. ويعرف رامنوغا البراهمان بأنه عدد وافر من الصفات والخواص في كينونة أحادية واحدة، ويسمى هذا المبدأ باسم «ساماناديكارانيا» (عدة أشياء ضمن مادة أولية مشتركة).

#### المادية
يُزعم أن مدرسة شارفاكا (المعروفة أيضًا باسم لوكاياتا) هي أول من شرح المادية التجريبية في تاريخ الفلسفة. رفضت مدرسة شارفاكا وجود أي شيء عدا المادة (التي عرفتها بأنها تتكون من أربعة عناصر)، وذلك ينطبق على الإله والروح. وبناء على ذلك، اعتقدوا أن الوعي حتى ليس شيئًا سوى بنية مكونة من الذرات. واعتقد قسم من مدرسة شارفاكا أن الروح المادية تتكون من الهواء أو الأنفاس، لكن بما أن هذا أيضًا يُعتبر شكلًا من أشكال المادة، فلم يُعتقد ببقاء الروح بعد الموت.